# Eilema adaucta
Eilema adaucta là một loài bướm đêm thuộc phân họ Arctiinae, họ Erebidae.